# 蚵仔麵線 (歌曲)
蚵仔麵線是臺灣女歌手琳誼於2021年發行的錄音室專輯《青春集》主打歌曲，由姚小民作詞作曲，是電視劇《俗女養成記2》插曲。

## 事件
在2022年第57屆金鐘獎當中，范曉萱與許常德以《良辰吉時》的片頭曲〈I Promise〉獲得金鐘獎主題歌曲獎。然而在公布結果後不久便被發現此曲實為2021年大甲媽祖遶境活動所創作的開幕曲，後來其改編的版本才被《良辰吉時》的導演黃熙選為片頭曲，而並不是為了本劇所特別創作的歌曲。經過多日的調查後，在2022年11月1日，文化部發佈公告，判定此作品應視為「大甲媽祖遶境主題曲」的改編版本，而非「全新創作」，不符合金鐘獎獎勵要點「主題歌曲獎，應專為該戲劇、迷你劇集全新創作之主題歌曲，包含詞與曲」定義，宣布正式取消《I Promise》的得獎資格。評審小組經過重新討論及表決，決議由琳誼、姚小民的《俗女養成記2》插曲《蚵仔麵線》為主題歌曲獎的得獎者。文化部對行政疏失鄭重致歉，並要求影視局切實檢討內部責任。

## 音樂錄影帶
| 歌曲                            | 導演 | 首播日期      | 附註 |
| ------------------------------- | ---- | ------------- | ---- |
| 蚵仔麵線 （页面存档备份，存于） | 大傻 | 2021年8月16日 |      |

## 獎項
| 年份 | 單位         | 獎項       | 入圍者／作品            | 結果 |
| ---- | ------------ | ---------- | ----------------------- | ---- |
| 2022 | 第57屆金鐘獎 | 主題歌曲獎 | 蚵仔麵線《俗女養成記2》 | 獲獎 |

## 外部連結
- 歷屆電視金鐘獎得獎入圍名單 （页面存档备份，存于）